# NGC 3106
NGC 3106 je galaksija u zviježđu Malom lavu.

## Vanjske poveznice
- SEDS: NGC 3106